# Scraptia cribriceps
Scraptia cribriceps es una especie de coleóptero de la familia Scraptiidae.

## Distribución geográfica
Habita en China.